# Rejon jarcewski
Rejon jarcewski (ros. Ярцевский район) – rejon w Rosji, w obwodzie smoleńskim, ze stolicą w Jarcewie.

## Historia
Ziemie obecnego rejonu jarcewskiego w latach 1508–1514 i 1611–1654 znajdowały się w województwie smoleńskim, w Rzeczypospolitej Obojga Narodów. Od 1654 w granicach Rosji. W XIX w. w guberni smoleńskiej.

## Transport
Przez rejon przebiega linia kolejowa Moskwa - Mińsk - Brześć oraz droga magistralna M1 łącząca Moskwę z Europą Środkową i Zachodnią.